# Kontenklärung
Durch eine Kontenklärung in der gesetzlichen Rentenversicherung sollen möglichst alle Versicherungszeiten des Versicherten in seinem persönlichen Konto gespeichert werden. Sie schafft die Voraussetzung dafür, dass Leistungen aus der gesetzlichen Rentenversicherung (zum Beispiel Rehabilitationen und Renten) gewährt werden können.

## Definition
Der Träger der Rentenversicherung führt für jeden Versicherten ein Versicherungskonto, das nach der Versicherungsnummer geordnet ist. In dem Versicherungskonto sind die Daten, die für die Durchführung der Versicherung sowie die Feststellung und Erbringung von Leistungen einschließlich der Rentenauskunft erforderlich sind, zu speichern. Ein Versicherungskonto darf auch für Personen geführt werden, die nicht nach den Vorschriften dieses Buches versichert sind, soweit es für die Feststellung der Versicherungs- oder Beitragspflicht und für Prüfungen bei Arbeitgebern (§ 28p des Vierten Buches Sozialgesetzbuch (SGB IV)) erforderlich ist.

## Allgemeines
Ob berufstätig, arbeitslos oder krank – im Laufe des Lebens kommen die verschiedensten rentenrechtlichen Zeiten zusammen. Die Deutsche Rentenversicherung speichert sie im persönlichen Versicherungskonto. Das vollständige Versicherungskonto ist die Basis dafür, dass später die zustehende Rente berechnet werden kann. Neben dem Namen, der Adresse und dem Geburtsdatum des Versicherten sind alle rentenrechtlichen Zeiten gespeichert, soweit sie der Rentenversicherung bekannt sind. Die Entgelte, für die die Arbeitgeber Beiträge einzahlen, werden automatisch im Konto gespeichert.
Es kann aber vorkommen, dass trotz der automatischen Übermittlung rentenrelevante Zeiten im Konto nicht aufgeführt werden und somit Lücken in der Versicherungsbiografie entstehen.
So muss z. B. die Anerkennung von Schulzeiten oder Kindererziehungszeiten beantragt werden, da diese nicht maschinell gemeldet werden. Außerdem kann es sein, dass Zeiten vor 1972 noch nicht im Konto gespeichert sind, da es damals noch keine maschinelle Datenübermittlung gab.
Fehlen Zeiten im Versicherungsverlauf, können die nicht vorhandenen Informationen durch eine Kontenklärung noch ergänzt werden.
Die Kontenklärung ist die Grundlage für die Prüfung der Wartezeit, die wiederum ein Bestandteil der Voraussetzungen für die Gewährung einer Leistung aus der gesetzlichen Rentenversicherung ist.
Ein Antrag auf Kontenklärung sollte daher frühzeitig gestellt werden. Wenn bis zum 43. Geburtstag noch nie eine Kontenklärung durchgeführt wurde, leitet der Rentenversicherungsträger die Kontenklärung automatisch ein.

## Schneller Leistung beziehen
Wenn es zu einem Leistungsfall (zum Beispiel Zahlung einer Rente wegen Erwerbsminderung) kommt, sind nach einer Kontenklärung bei der Deutschen Rentenversicherung alle Unterlagen vollständig vorhanden und die Leistungshöhe kann schnell festgestellt werden. Die Leistungsgewährung kann dadurch beschleunigt werden.

## Nachweise rechtzeitig einreichen
Sollten noch Nachweise und Bescheinigungen für nachzuweisende Zeiten erforderlich sein, besteht bei einer frühzeitigen Kontenklärung eine größere Chance, diese zu beschaffen. Notwendige Beweismittel könnten sonst beispielsweise aufgrund von Aufbewahrungsfristen nicht mehr erbracht werden.
Gemäß § 149 Abs. 4 des Sechsten Buches Sozialgesetzbuch (SGB VI) sind Versicherte verpflichtet, bei der Klärung des Versicherungskontos mitzuwirken, insbesondere den Versicherungsverlauf auf Richtigkeit und Vollständigkeit zu überprüfen, alle für die Kontenklärung erheblichen Tatsachen anzugeben und die notwendigen Urkunden und sonstigen Beweismittel beizubringen.

## Feststellungsbescheid
Die Deutsche Rentenversicherung entscheidet über die beantragten Zeiten und ergänzt sie im Versicherungskonto. Anschließend erhält der Versicherte grundsätzlich einen Feststellungsbescheid, mit dem alle Zeiten, die mehr als sechs Jahre zurückliegen, verbindlich festgestellt werden. Verbindlich heißt hier, dass der Rentenversicherungsträger künftig davon ausgeht, dass das Versicherungskonto vollständig gespeichert ist und keine weiteren Ermittlungen zu eventuellen Fehlzeiten mehr erforderlich sind. Trotzdem ist der Rentenversicherungsträger gesetzlich dazu verpflichtet, auch im Nachhinein eingereichte Nachweise für rentenrechtliche Zeiten zu berücksichtigen.